# Association internationale pour l'histoire des Alpes
 (septembre 2012).
Si vous disposez d'ouvrages ou d'articles de référence ou si vous connaissez des sites web de qualité traitant du thème abordé ici, merci de compléter l'article en donnant les références utiles à sa vérifiabilité et en les liant à la section « Notes et références ».
L’Association internationale pour l'histoire des Alpes (Associazione Internazionale per la Storia delle Alpi, Internationale Gesellschaft für Historische Alpenforschung, International Society for Alpine History) (AISA) promeut la recherche dans le cadre de l’Histoire des Alpes européennes et publie une revue annuelle.
Le Laboratoire de l'histoire des Alpes (Laboratorio di Storia delle Alpi) de l'université de la Suisse italienne est le siège du secrétariat de l’association et mène de manière indépendante ses activités scientifiques.

## Présentation
L’Association internationale pour l'histoire des Alpes s’intéresse à l’histoire de l’arc alpin dans son ensemble (France, Principauté de Monaco, Italie, Suisse, Liechtenstein, Autriche, Allemagne, Slovénie). Elle favorise les contacts scientifiques entre les régions de montagne et d’autres parties de l’Europe et du monde. Fondée en 1995 par l’historien suisse Jean-François Bergier, l’Association aborde l’ensemble des périodes historiques et privilégie toutes les formes de collaboration interdisciplinaire. Elle organise des colloques bisannuels dans diverses localités alpines sur des thèmes spécifiques comme  la mobilité spatiale, la ville et la montagne, la culture matérielle, etc. Récemment l’Association a soutenu un projet de recherche consacré à l’histoire du tourisme. L’adhésion à l’association est liée à la souscription de l’abonnement à la revue.

## Revue
Depuis 1996, l'Association publie la revue Histoire des Alpes - Storia delle Alpi - Geschichte der Alpen. Elle contient des articles scientifiques (soumis à un comité de lecture) en langue allemande, française et italienne avec des résumés en anglais. La publication alterne l’édition d’une  sélection des communications présentées dans le cadre du colloque  et - les années entre les colloques,- un dossier thématique et une section nommée Forum rassemblant des contributions de chercheurs principalement de tout l’arc alpin mais aussi d’autres régions. Ces contributions peuvent être soumises directement au comité de  rédaction de la revue. La revue est disponible sous la forme d’une publication imprimée, ainsi qu’en version électronique en Open Access.

## Laboratoire
Le Laboratoire de l'histoire des Alpes (Laboratorio di Storia delle Alpi) (LabiSAlp) fait partie de l’Université de la Suisse italienne (Accademia di architettura). Il est localisé à Mendrisio (Tessin, Suisse) et installé dans un édifice historique datant du XIXe siècle, la Villa Argentina. Le LabiSAlp, qui est le siège de l’association, développe des activités de recherche indépendantes. Il organise des colloques scientifiques et des conférences publiques. Il est également un lieu de rencontre pour un groupe de « chercheurs associés » issus de  diverses universités de l’arc alpin et/ou d’autres institutions. Le LabiSAlp promeut des projets de recherche ou y participe directement. Entre autres, par exemple, on peut citer le projet consacré à la perception des Alpes à partir de la Renaissance, celui portant sur les Alpes durant la Seconde Guerre mondiale, le projet étudiant la modernisation de quelques régions alpines ou enfin celui consacré à l’histoire du tourisme et aux régulations territoriales. Outre la revue annuelle, le LabiSAlp se consacre particulièrement à la publication de la collection « Studies on Alpine History » ainsi qu’à celle des working papers « Percorsi di ricerca ».